# Pongamia
Genre
Classification phylogénétique
Pongamia est un genre de plantes à fleurs de la famille des Fabaceae. Ce genre est devenu monotypique. Ses espèces ont été reclassées dans d'autres genres, principalement dans le genre Millettia mais aussi dans le genre Callerya. 
Ainsi Pongamia atropurpurea est devenue  Callerya atropurpurea .
La seule espèce restante est Pongamia pinnata (synonymes : Pongamia glabra ou Millettia pinnata) qui est une espèce d'arbre tropical asiatique.